# Louis Fleury
Louis François Fleury (* 24. Mai 1878 in Lyon; † 10. Juni 1926 in Paris) war ein französischer Flötist und Musikpublizist.

## Leben
Fleury studierte am  Conservatoire de Paris bei Paul Taffanel und wurde 1900 mit einem Premier Prix ausgezeichnet. 1902 trat er der Société Moderne des Instruments à Vent bei und wurde 1905 als Nachfolger von Georges Barrère deren Leiter. In den folgenden 20 Jahren gab er mehr als 100 neue Kammermusikwerke in Auftrag. 1913 spielte er die Uraufführung von Claude Debussys Syrinx. Fleury war zwar auch als Orchestermusiker tätig, konzentrierte sich aber bei seinen Auftritten, die ihn durch Europa und nach Amerika führten, auf Kammermusik. Außerdem war er musikschriftstellerisch tätig und fungierte als Herausgeber zahlreicher Kompositionen des 18. Jahrhunderts für die Flöte.